# Parque Trianon
O Parque Tenente Siqueira Campos, mais conhecido como Parque Trianon ou Parque do Trianon, foi inaugurado no dia 3 de abril de 1892 na cidade de São Paulo, um ano após a abertura da Avenida Paulista. Foi projetado pelo paisagista francês Paul Villon e inaugurado pelo inglês Barry Parker. 
O nome Trianon foi dado por conta da existência do Restaurante Trianon inaugurado em 10 de junho de 1916, que foi criado e fundado pelos irmãos Vicente Rosati e Luigi Rosati (imigrantes italianos provenientes da cidade de Fontecchio) nas dependências do Belvedere da Paulista localizado em frente ao parque, onde hoje está situado o Museu de Arte de São Paulo. O proprietário do elegante "Bar e Restaurante"  escolheu o nome que provém do Palacete Grand Trianon em Versáilles, que foi propriedade de Maria Antonieta, pela semelhança das construções. O arquiteto Ramos de Azevedo desenvolveu, de 1911-1914, na administração do Barão de Duprat, o projeto do chamado Belvedere, construído em 1916 e demolido em 1951 para dar lugar à primeira edição da Bienal de Arte de São Paulo.
O Parque foi comprado pela Prefeitura com auxílio financeiro da Câmara Municipal, em 1911. Em 1931 recebeu sua denominação atual em homenagem a um dos heróis da Revolução do forte de Copacabana, na Revolta Tenentista de 1924, o Tenente Antônio de Siqueira Campos.
Aberto todos os dias da semana, das 6:00 até as 18:00, o parque conta com playgrounds, aparelhos de ginástica e a "Trilha do Fauno", nome dado devido à presença da escultura "Fauno" do artista Victor Brecheret e da escultura "Aretusta" de Francisco Leopoldo.

## História

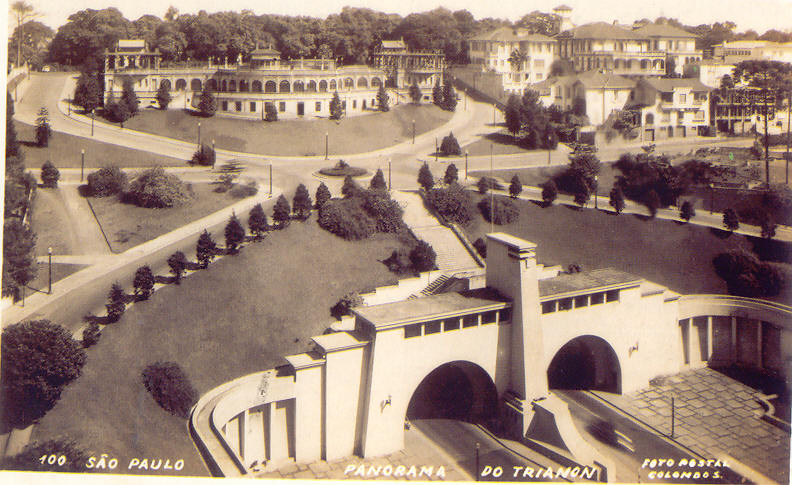
Trianon e Túnel 9 de Julho (1936-1940)

O parque foi inaugurado em 3 de abril de 1892 e teve seu surgimento entendido no contexto do processo de urbanização da cidade de São Paulo daquela época. No ano anterior, ocorrera a inauguração da Avenida Paulista. Naquela época, o ambiente cultural da aristocracia cafeeira era dominado por influências do romantismo europeu do século XIX; dessa forma, o parque acabou ganhando ares de um jardim inglês, apesar de sua exuberante vegetação tropical, remanescente da Mata Atlântica da região do alto do Caaguaçu, atual espigão da Paulista.
O Parque Tenente Siqueira Campos é o nome oficial do parque que foi dado em homenagem ao militar e político brasileiro que participou da Revolta Tenentista ocorrida em 1924, um dos acontecimentos mais importantes ocorridos na cidade de São Paulo.

O responsável pelo projeto paisagístico foi o francês Paul Villon, motivo pelo qual o parque às vezes é citado, em textos antigos, como Parque Villon. O nome Trianon veio do fato de, naquele tempo, existir no local onde hoje se situa o Museu de Arte de São Paulo, em frente ao parque, o Belvedere da Paulista, nome oficial do lugar porém havia nas dependências um restaurante/bar e um mirante no nível da avenida com o nome Trianon, administrado pelo italiano Vicente Rosati e o irmão Luigi, os mesmos que gerenciavam o Bar do Theatro Municipal, onde foi construído de 1914-1916 o chamado Belvedere Trianon, com projeto do arquiteto Ramos de Azevedo. Tal restaurante era frequentado pela elite paulista e chegou a ter como frequentadores, príncipes europeus e Getúlio Vargas.  Na região do parque havia também a casa de chá da família Rosati.

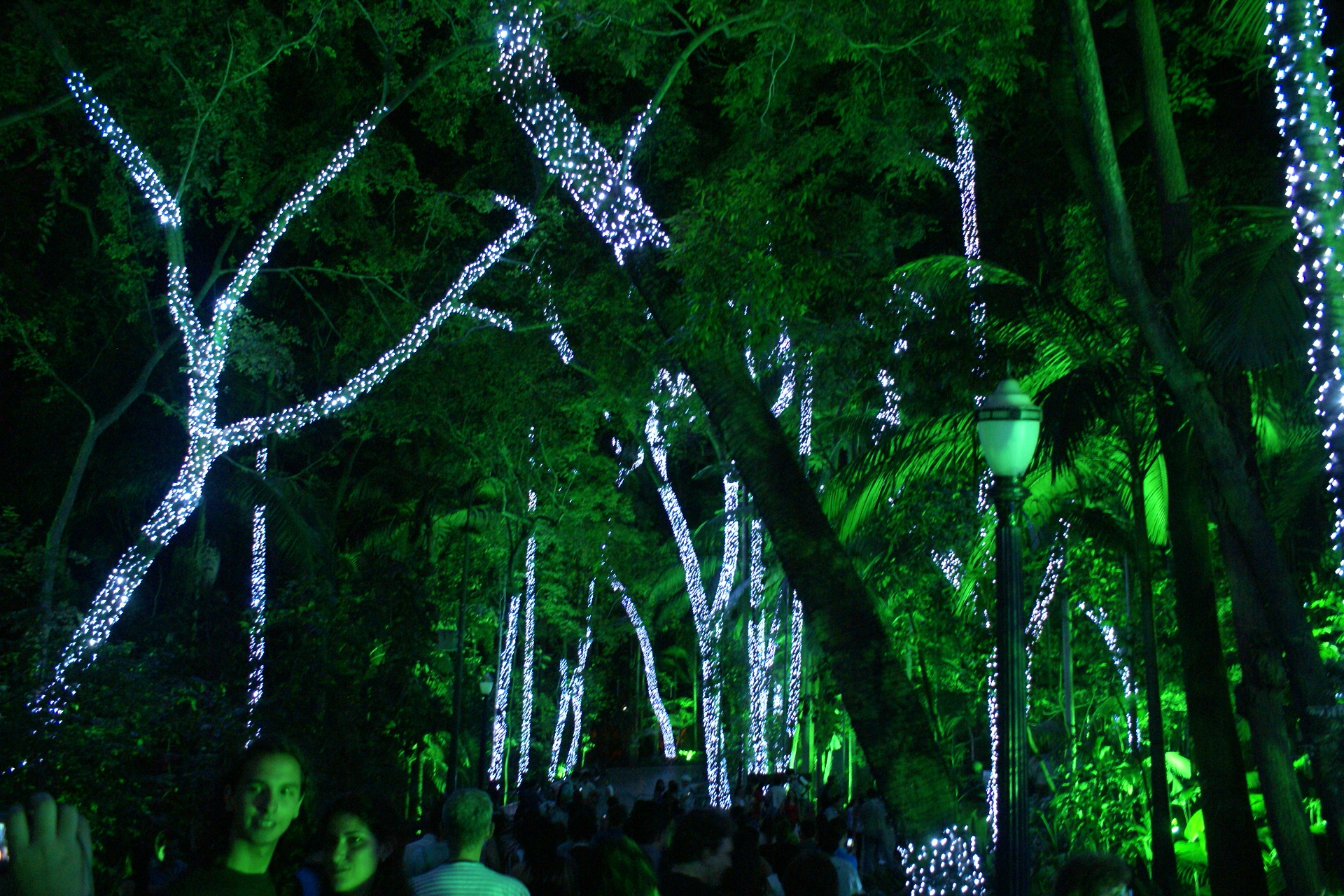
O parque decorado para o Natal de 2009.

 Por muitos anos, foi ainda conhecido como Parque da Avenida e era frequentado pela alta sociedade que passou a morar na região da Paulista.
Na avenida entre ambos ocorria a largada de várias corridas de automóveis. Em 1925 ocorreu a primeira Corrida de São Silvestre, largando desse mesmo lugar. Em 1924 foi doado à Prefeitura de São Paulo  e em 1931 o parque recebeu seu nome atual em homenagem ao tenente Antônio de Siqueira Campos, um paulista de Rio Claro e herói do Movimento Tenentista de 1924.
A partir de 1968, na gestão do prefeito Faria Lima, o parque passou por várias mudanças que tiveram a assinatura do paisagista Burle Marx e do arquiteto Clóvis Olga. O parque é tombado pelo CONDEPHAAT e pelo CONPRESP.

### Descrição
O piso das pistas e trilhas o diferencia de outros parques pois é formado por pedras portuguesas. Conta com locais para recreação infantil, aparelhos de ginástica, sanitários públicos e centro administrativo, tornando-se um refúgio de lazer e descanso no meio da agitada Avenida Paulista.
Ainda há outros atrativos como a Trilha do Fauno, um caminho com 600 metros que conecta a Avenida Paulista à Alameda Santos, onde é possível encontrar duas estátuas: Fauno, de Vítor Brecheret, e Aretusa, de Francisco Leopoldo e Silva. Próxima a entrada do parque ainda é possível visualizar uma obra em mármore de Luigi Brizzollara, a qual representa Bartolomeu Bueno da Silva, o Anhanguera.
Aos domingos e feriados, entre 7h e 16h, o parque é um dos pontos do circuito Centro-Paulista da Ciclofaixa de lazer. Por domingo, o parque chega a receber cerca de 8.000 visitantes.
O Parque Trianon fica próximo à Estação Trianon-Masp da Linha-2 Verde do Metrô. Disponibilizam-se 5 linhas de ônibus com paradas na frente do parque que pode ser visitado diariamente das 6h às 18h. Praticamente a única época do ano em que é possível fazer uma visita ao parque, no período da noite, é no Natal, chamando atenção por causa das árvores enfeitadas com luzes natalinas. Porém por conta da crise financeira em que o país se encontrava , como uma medida de corte de gastos, não houve enfeites de natal no parque em 2016.

## Vegetação
Dentro de seus 48,6 mil m² de área verde, o Parque incorpora uma vasta vegetação composta por espécies remanescentes da Mata Atlântica, além de espécies exóticas e mudas da vegetação nativa que foram introduzidas no sub-bosque para aumentar a flora, que totaliza 135 espécies registradas. Destaque para os exemplares de de araribá-rosa, canela-poca, cedro, jequitibá, pau-ferro, sapopemba, sapucaia, palmeira-de-leque-da-china, seafórtia e tamboril. Das 135 espécies encontradas no parque, 8 estão ameaçadas como a cabreúva, o chichá e o palmito-jussara.
Apesar de o parque ser localizado no meio da Avenida Paulista, um ambiente hostil para uma fauna diversificada, quem anda por entre as árvores pode se surpreender. A grande área verde serve de micro-habitat para diversas espécies, sendo um dos poucos lugares da cidade que proporciona uma condição adequada para a reprodução desses animais. Com exceção dos aracnídeos e a rãzinha-piadeira, uma espécie de anfíbio encontrado na Mata Atlântica, a fauna do parque abriga 37 espécies de animais alados catalogados, sendo duas espécies de borboletas, sete de morcegos e 28 de aves, entre elas o piriguari, tico-tico e sabiá-ferreiro.

## Imagens
- Imagem do Trianon via satélite (Google Maps) (23° 33' 41'' S 46° 39' 23'' W)
- Parque Trianon no WikiMapia

## Galeria de imagens
|  |  |  |
|  |  |  |
|  |  |  |

|  |  |  |  |
|  |  |  |  |
|  |  |  |  |